# スニッカーズ

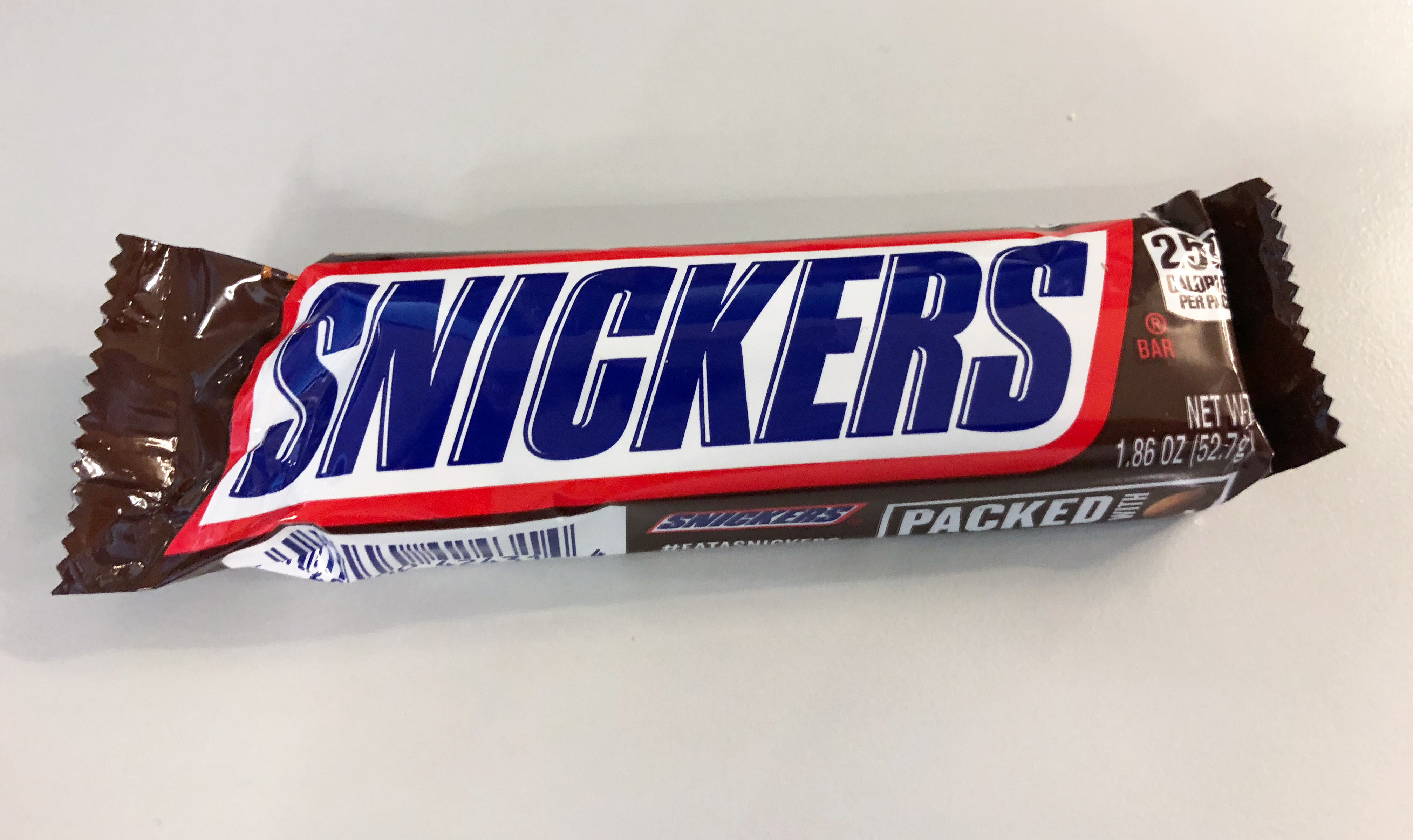
スニッカーズ

スニッカーズ（Snickers）は、アメリカのマース社が製造するチョコレートバーのブランドで、ヌガーにキャラメルとピーナッツをトッピングし、ミルクチョコレートで包み込んだものである。 スニッカーズの世界年間売上高は、2004年時点で20億ドルである。コンパクトな形状で携帯性に優れ、糖質や脂質などのエネルギー248キロカロリーが1本で迅速に摂取できることから、サバイバル食や軍用レーションにも用いられる。

## 来歴
オリジナルレシピのスニッカーズは、1930年にフランクリン・クラレンス・マーズとエセル・マーズの2人が、ミルキーウェイに次ぐマーズ社の2番目の商品として発売した。商品名はマーズ家が最も好んだ所有馬に由来する。当時の値段は一本5セントであった。1968年に小型の「ファンサイズ」バーが売り出され、今日でもハロウィンの夕方に「お菓子をくれないといたずらするぞ（トリックオアトリート）」と練り歩く子供達に与えるための菓子として人気が高い。1970年代から1980年代にかけて映画館で大々的に売り出されて、ライバルのスナックバーをしのいで売り上げた。味覚の多様化やダイエットの流行により売上が落ちたものの、現在でも人気の高い菓子の1つである。世界各地のスーパーマーケットやドラッグストアで販売され、世界中の年間総売上は20億ドルとされる。
スニッカーズは、イギリスで当初マラソン（Marathon）という商品名で売り出されていたが、1990年以後はスニッカーズに統一された。新しい商品名の認知を定着させるため、1年半の間2つの商品名がパッケージに記されたが、結果的に消費者を困惑させた。イギリスで女性用の下着を意味するニッカーズと語感が近いために一部で嘲笑の声も散見された。2004年に新商品として発売されたスニッカーズ・マラソン・エナジーバーは、スニッカーズの旧商品名と同じで消費者を一層困惑させた。
2000年代初頭に、スニッカーズなどのスナックバーに衣をつけて揚げたデザートがアメリカ合衆国のステート・フェアやイギリスやオーストラリアのパブで人気を博したが、北部イングランドやスコットランドの一部では1990年代半ばに、「揚げマーズバー」がフィッシュ・アンド・チップス店の名物となっていた。
2006年にイギリス食料委員会は、著名な料理人アントニー・ウォーラル・トンプソンの「スニッカーズ・パイ」を最も不健康なデザートの一つであると指摘した。「スニッカーズ・パイ」は5本のスニッカーズを用いており、一人分の熱量は砂糖と脂肪だけで1250キロカロリーで平均的な成人が一日に必要とする熱量の半分以上である。「スニッカーズ・パイ」が2004年に英国放送協会の土曜日のテレビ番組で紹介された際、トンプソンは頻繁に食べるべきデザートではないと語っている。

## キャッチフレーズ
日本では1980年代後半に「おなかがすいたらスニッカーズ」「ナッツぎっしり確かな満足」のキャッチコピーでテレビコマーシャルが放送された。日本の広告媒体では、小さなサイズで高カロリーという特徴を、携行用のカロリー補助食品としてアピールしている。

## 原産国
2000年代初期まではオーストラリア生産品だったが、包装の外観が変更されて中国生産品になった。
2008年頃にオーストラリア生産品へ変更され、賞味期限の表記が変更されて包装材がアルミ蒸着からプラ材になりアルミ特有のつやが消えた。本装材は同社の日本向けミルキーウェイと同一である。
2010年にロシア生産品へ変更され、包装の地色が焦げ茶色に、質量、栄養成分、賞味期限表記、製品寸法などが変更された。スニッカーズ・ミニは中国生産品である。後述にもあるが、一口サイズの商品でアメリカ生産の商品も一時期存在した。
2013年8月後半からシングルも中国産となり、包装の質感も2008年以前の物と同一になった。

## スニッカーズの種類

### 日本国内
包装の表記が日本語で印刷されているもの。
- 日本向けスニッカーズ・シングル - 最も多く販売されている。
- スニッカーズ・ミニ - シングルの小型版である。
- スニッカーズ・ファンサイズ - スニッカーズ・ミニ10個の袋入り商品である。
- スニッカーズ・キューブ - ファンサイズより更に小型を6個封入した商品である。アメリカ生産品で終売している。
- スニッカーズ・モバイト - スニッカーズ・キューブの個包装を変えずに4個封入した商品で、アメリカ生産品である。
- スニッカーズ・ゴールデン3ナッツズ - ピーナッツ、アーモンド、ヘーゼルナッツ、の3種類を使用した商品で、オーストラリア生産品である。2016年5月に数量限定で販売された。
- スニッカーズ・孤高のカカオシングル - チョコレートのカカオを増量し、キャラメルとヌガーにカカオを配合した商品で、オーストラリア生産品である。2017年3月20日から期間限定で販売された。